# Lyciella stylata
Lyciella stylata är en tvåvingeart som beskrevs av Papp 1978. Lyciella stylata ingår i släktet Lyciella, och familjen lövflugor. Arten är reproducerande i Sverige.